# 서식지

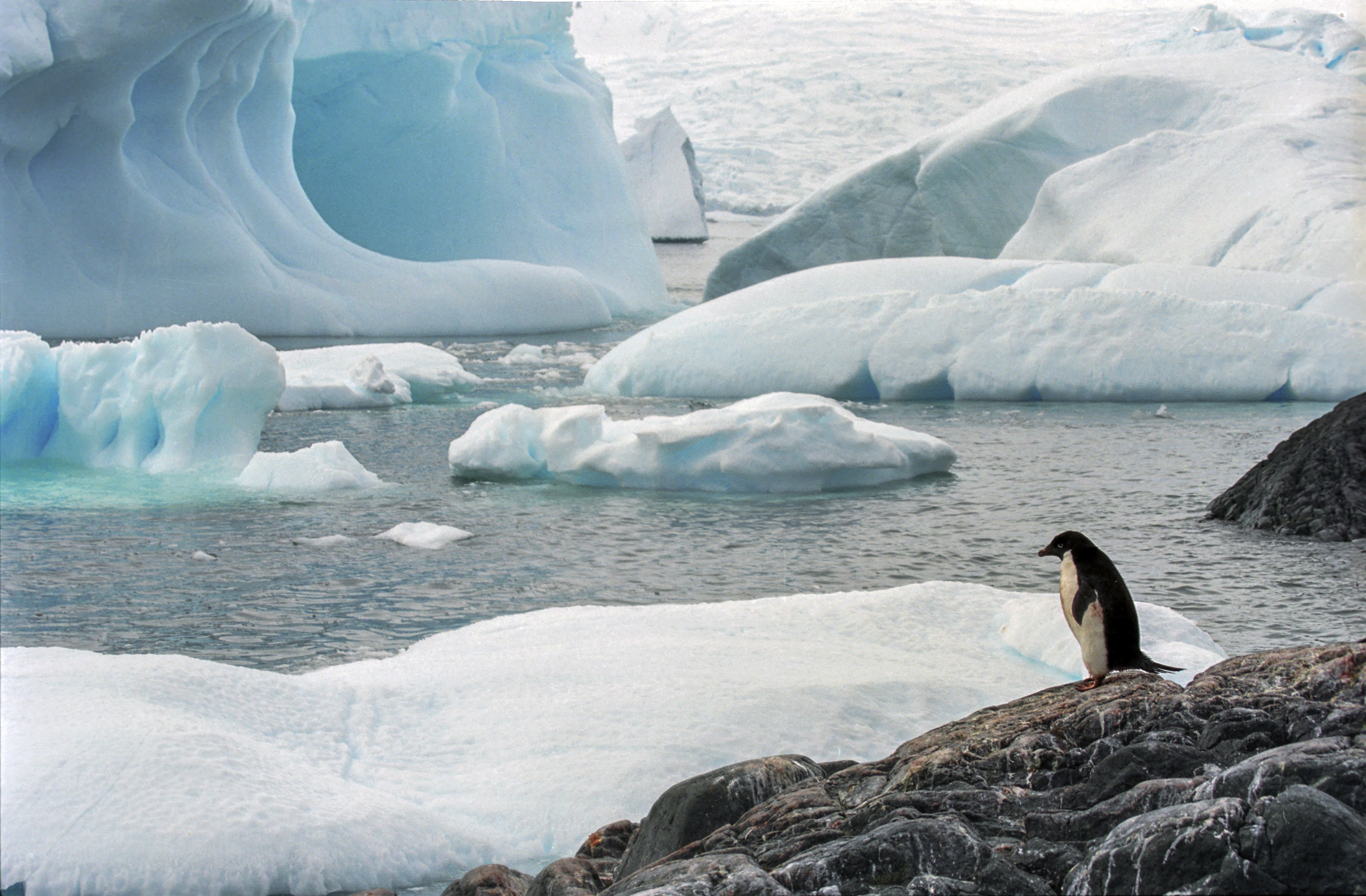
펭귄의 서식지는 남극의 빙상지대이다.

서식지(棲息地, habitat)란 특정 종의 생물이 거주하는 생태적 또는 환경적 구역이다. 종의 서식지는 생태적 지위의 물리적 표현으로 볼 수 있다.
물리적 요인에는 토양, 수분, 온도 범위, 광도 등이 포함될 수 있다. 생물학적 요인에는 식량의 가용성과 포식자의 존재 여부가 포함된다. 모든 종은 특정한 서식지 요구 사항을 가지고 있으며, 서식지 일반 종은 다양한 환경 조건에서 번성할 수 있는 반면, 서식지 전문 종은 생존을 위해 매우 제한된 요소를 필요로 한다. 종의 서식지는 반드시 지리적인 지역에서 발견되는 것은 아니며, 줄기 내부, 썩은 통나무, 바위 또는 이끼 덩어리일 수 있다. 기생 유기체는 숙주의 신체, 숙주 신체의 일부(예: 소화관) 또는 숙주 신체 내의 단일 세포를 서식지로 가지고 있다.
서식지 유형은 특정 지리적 영역, 특히 식물과 기후의 특성을 기반으로 다양한 환경을 환경적으로 분류한 것이다. 따라서 서식지 유형은 단일 종이 아니라 동일한 지역에 사는 여러 종을 의미한다. 예를 들어 육상 서식지 유형에는 숲, 대초원, 초원, 반건조 또는 사막이 포함된다. 담수 서식지 유형에는 습지, 하천, 강, 호수 및 연못이 포함된다. 해양 서식지 유형에는 염습지, 해안, 조간대, 하구, 암초, 만, 외해, 해저, 심해 및 해저 분출구가 포함된다.
서식지 유형은 시간이 지남에 따라 변경될 수 있다. 변화의 원인에는 폭력적인 사건(화산 폭발, 지진, 쓰나미, 산불 또는 해류 변화 등), 또는 빙상과 빙하가 전진하고 후퇴하고, 다양한 날씨 패턴이 강수량과 태양 복사량의 변화를 가져옴에 따라 기후 변화로 인해 수천 년에 걸쳐 변화가 더 점진적으로 발생할 수 있다. 다른 변화는 삼림 벌채, 고대 초원의 경작, 강의 방향 전환 및 댐 건설, 습지 배수 및 해저 준설과 같은 인간 활동의 직접적인 결과로 발생한다. 외래종의 유입은 포식 증가, 자원 경쟁, 토착종에게 면역력이 없는 해충 및 질병의 유입 등을 통해 자생 야생동물에 파괴적인 영향을 미칠 수 있다.

## 범주
서식지의 선택은 개체군의 적합도와 깊은 관련이 있기 때문에 서식지는 매우 중요하다. 서식지는 니치, 행동권(行動圈), 영역(territory)으로 구분해 볼 수 있다. 특히 행동권(Home range)과 영역(territory)은 개체군뿐만 아니라 개체에도 적용할 수 있다.
한편 서식지의 이동은 매우 위험한 행동이지만 필수적인 경우가 대부분이다.

## 같이 보기
- 이상자유분포
- 생태적 지위
- 서식지 파괴